# نادي الوجيهية
نادي الوجيهية الرياضي هو فريق كرة قدم عراقي مقره في ديالى، تم تأسيسه في عام 2004، يلعب في الدوري العراقي الدرجة الثالثة.

## روابط خارجية
- نادي الوجيهية على موقع Goalzz.com
- أندية العراق - تواريخ التأسيس